# Támar
Támar (hebrejsky תָּמָר‎, Tamar) je jméno několika postav z bible. Jméno se vykládá jako „Palma“ či „Hořkost“. Moderní variantou jména je např. jméno Tamara.
Támar je žena synů praotce Judy, které bylo odpíráno zplození potomstva. Další postava tohoto jména je dcera krále Davida, která byla zneuctěna svým nevlastním bratrem.

## Snacha Judy

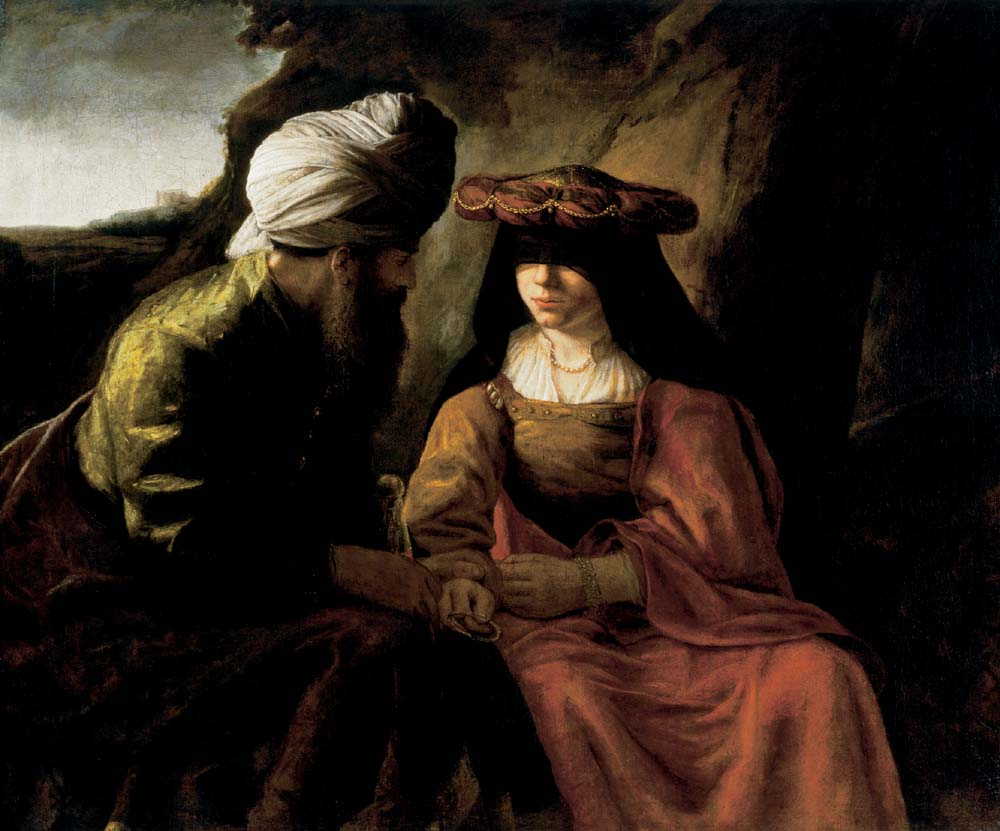
Juda a Támar, Rembrandt

První osoba tohoto jména se vyskytuje v knize Genesis a týká se snachy Judy, jednoho ze synů patriarchy Jákoba a zakladatele jednoho z izraelských kmenů. Ta byla provdána za Judova prvorozeného syna Era. Ten „však byl v očích Hospodinových zlý, a proto jej Hospodin usmrtil.“
S ovdovělou Támar uzavřel Erův bratr Ónan tzv. levirátní sňatek, který dle židovského práva má za cíl zajistit potomka bezdětně zemřelému muži. Ónan však nechtěl zplodit potomstvo, které nebude patřit jemu, při pohlavním styku proto záměrně „své sperma vypouštěl na zem“. Vykonával tedy přerušovanou soulož, nikoli masturbaci, která po něm získala označení onanie. Za jeho počínání Hospodin usmrtil i jeho.
Podle židovské tradice hřích obou bratrů spočíval v tom, že odpírali Támar otěhotnět. Támar totiž měla velmi krásnou postavu a těhotenstvím by o tuto svou přitažlivost mohla přijít – oba bratři ji zkrátka ponížili na pouhý sexuální objekt.
Po smrti Era a Ónana byla Támar odeslána do svého otcovského domu, kde měla čekat až dospěje Judův třetí syn Šela. Podle židovské tradice byl jejím otcem Šém, jenž svého času působil též pod jménem Melchisedech jako kněz Boha Nejvyššího. Věděla proto o zaslíbeních, která měli obdržet synové Izraele včetně Judy. Když Támar nakonec viděla, že Šela již dospěl, a přesto ji Juda za tohoto svého syna neprovdal, chopila se iniciativy. Převlékla se za prostitutku, svedla Judu, otěhotněla s ním a porodila dvojčata, Perese a Zeracha.
Skrze Perese se Támar stala pramatkou krále Davida. Jméno Támar figuruje i v rodokmenu Ježíše Krista.

## Sestra Abšalóma
Další osoba tohoto jména se popisuje v 2. knize královské a pojí se s potomstvem krále Davida. Jedná se o jméno sestry Abšalóma, kterého Davidovi porodila Maaka, dcera gešúrského krále Talmaje. Do této Támar se zamiloval Davidův prvorozený syn, Amnón, kterého mu v Chebrónu porodila Achínoam Jizreelská. Zprvu si Amnón nijak nepřipouštěl, že by si s Támar něco začal – v královském paláci totiž žili jako sourozenci. Ve skutečnosti však pokrevně příbuzní vůbec nebyli. David totiž Támar nezplodil, ale pouze vyženil – nebyl tedy jejím otcem, ale pouhým otčímem. Nicméně postupně Amnón přestal ovládat svůj sexuální chtíč, až nakonec při jedné předem připravené příležitosti Támar znásilnil. Poté ale začal Támar nenávidět. Abšalóm zneuctění své sestry pomstil tak, že nechal Amnóna zavraždit.

## Dcera Abšalóma
Samotný Abšalóm měl dceru téhož jména. Bible uvádí, že to byla „žena krásného vzhledu“